# Moussy (Val-d'Oise)
Pour les articles homonymes, voir Moussy.
Moussy est une commune française située dans le département du Val-d'Oise en région Île-de-France.
Ses habitants sont appelés les Moussyacois.

## Géographie

### Description
Moussy est un village-rue  rural du Vexin français, au nord-ouest du département du Val-d'Oise, situé sur le plateau agricole du Vexin, à une soixantaine de kilomètres  au nord-ouest de Paris, et desservi par la  RD 159, axe qui en constitue la rue principale et qui relie la commune à Commeny au sud-ouest et à Brignancourt à l’est , et assure une connexion aux anciennes routes nationales RN 14 et RN 15 (actuelles RD 14 et 915).

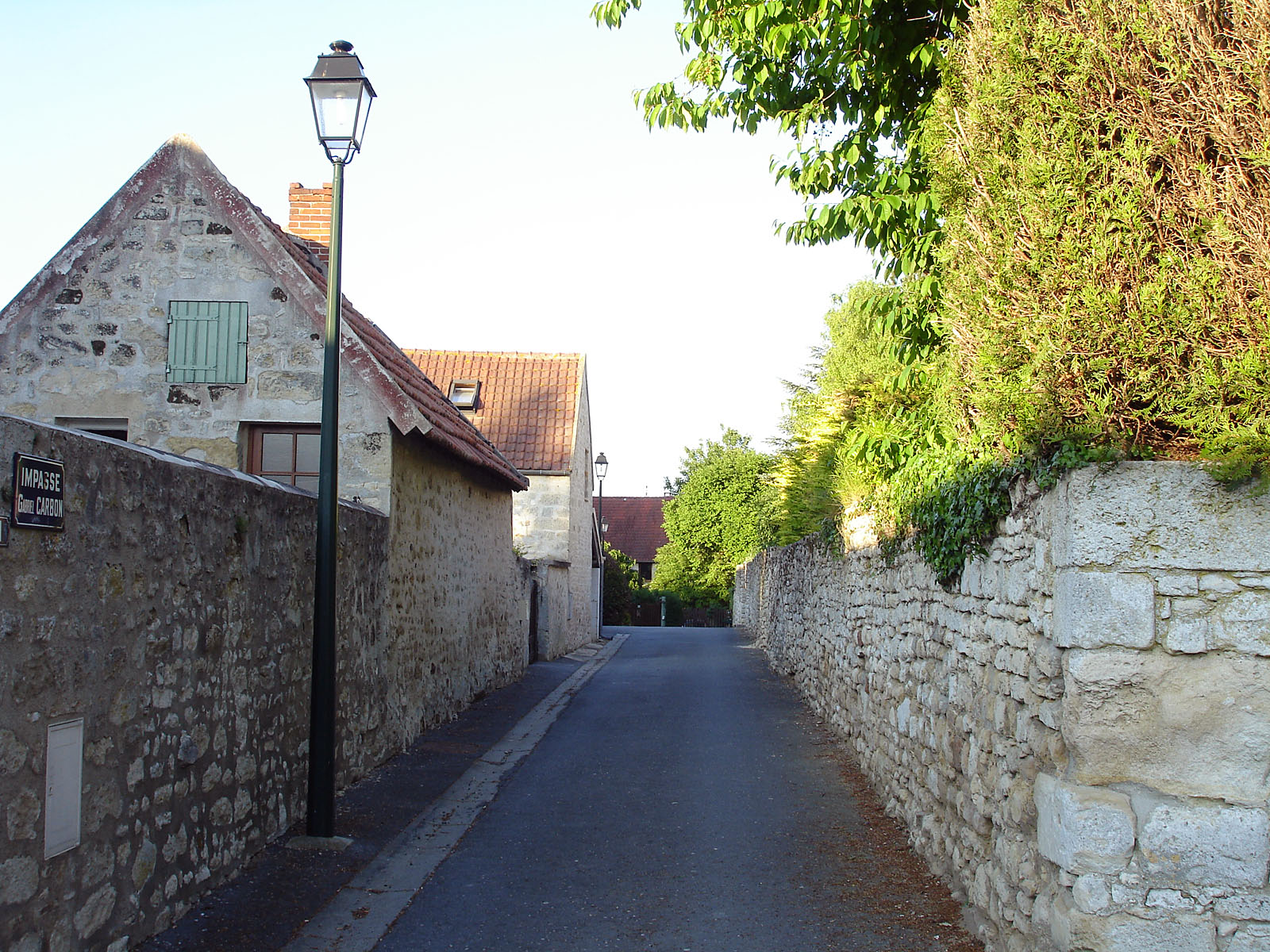
Ambiance du village : l'impasse Gabriel-Carbon.

Il est inclus dans le parc naturel régional du Vexin français.

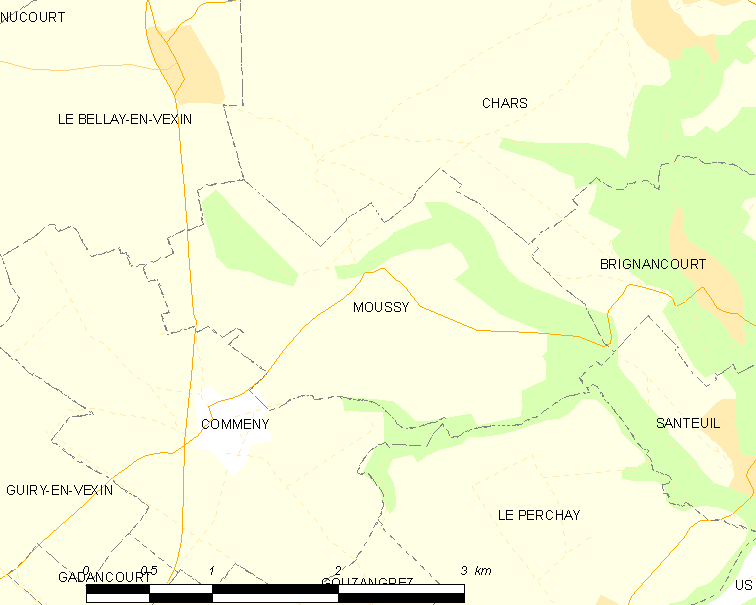
Carte de la commune.
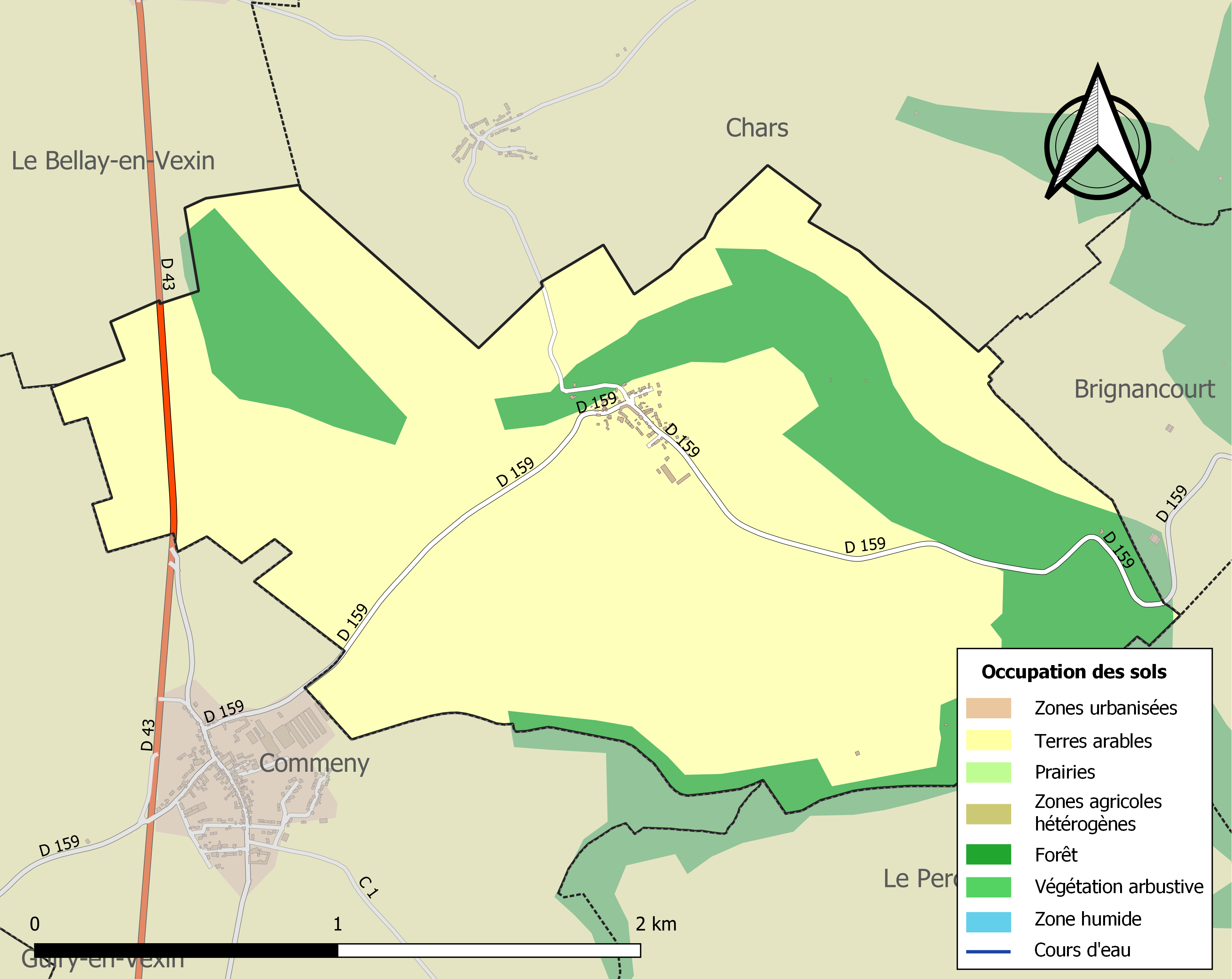
Occupation des sols

### Communes limitrophes
La commune est limitrophe de Chars, Brignancourt, Santeuil, Le Perchay, Commeny et Le Bellay-en-Vexin.
| Le Bellay-en-Vexin | Chars      |              |
|                    | Moussy     | Brignancourt |
| Commeny            | Le Perchay | Santeuil     |

### Hydrographie
La commune est drainée par deux rus, affluents de la Viosne : La Gouline et la Couleuvre (ou ru de Moussy),.
La Viosne est elle-même un Affluent de l'Oise et donc un sous-affluent de la Seine.
Autrefois  la  commune  comptait  deux  moulins à eau alimentés  par  la Gouline, à l'étang  de Gouline, et par la  Couleuvre à l'étang  du  Moulin neuf.
L'étang de la fontaine du Bellay, creusé au début des années 2000, est alimenté en eau par la « couleuvre », s’écoulant de la fontaine dite de Moussy, d’une superficie de 3 500 m2. Il  présente un intérêt écologique très important de par son hydro-morphologie (son fonctionnement hydraulique et sa forme) ainsi que par la végétation qui s’y trouve. Son accès est réglementé.

### Climat
Pour des articles plus généraux, voir Climat de l'Île-de-France et Climat du Val-d'Oise.
En 2010, le climat de la commune est de type climat océanique dégradé des plaines du Centre et du Nord, selon une étude du CNRS s'appuyant sur une série de données couvrant la période 1971-2000. En 2020, Météo-France publie une typologie des climats de la France métropolitaine dans laquelle la commune est exposée à un climat océanique et est dans la région climatique  Sud-ouest du bassin Parisien, caractérisée par une faible pluviométrie, notamment au printemps (120 à 150 mm) et un hiver froid (3,5 °C). 
Pour la période 1971-2000, la température annuelle moyenne est de 10,8 °C, avec une amplitude thermique annuelle de 14,6 °C. Le cumul annuel moyen de précipitations est de 716 mm, avec 11,3 jours de précipitations en janvier et 8,2 jours en juillet. Pour la période 1991-2020, la température moyenne annuelle observée sur la station météorologique la plus proche, située sur la commune de Boissy-l'Aillerie à 12 km à vol d'oiseau, est de 11,2 °C et le cumul annuel moyen de précipitations est de 635,8 mm,. Pour l'avenir, les paramètres climatiques de la commune estimés pour 2050 selon différents scénarios d'émission de gaz à effet de serre sont consultables sur un site dédié publié par Météo-France en novembre 2022.

## Urbanisme

### Typologie
Au 1er janvier 2024, Moussy est catégorisée commune rurale à habitat dispersé, selon la nouvelle grille communale de densité à sept niveaux définie par l'Insee en 2022.
Elle est située hors unité urbaine. Par ailleurs la commune fait partie de l'aire d'attraction de Paris, dont elle est une commune de la couronne,. Cette aire regroupe 1 929 communes,.

### Voies de communication et transports
Les gares les plus proches sont celles de Chars (3,5 km), Us et Santeuil ( réseau Saint-Lazare), Cergy-le-Haut (RER A)  et celle de Boissy l’Aillerie (Transilien Paris Saint-Lazare). Elles sont desservies depuis Marines par le bus 95 - 08.
La  Communauté  de  communes  Vexin  Centre  met  en  place  un  service  de  transport  à  la  demande, qui permet de se déplacer dans un rayon de 20 km autour de Vigny et le Parc naturel régional 
Le PNR et ll'intercommunalité ont mis en place un système de co-voiturage.

## Toponymie
Le village change de nombreuses fois de nom au gré des changements de seigneur : Moussy le Perreux de 1205 à 1524, Moussy le Bergerot ou Moussy Barjot, puis Moussy Duquesnoy par lettres patentes du 2 juin 1740 à la demande de Pierre-Louis Casimir Duquesnoy de Vaulouis, receveur général des finances de la généralité de Montauban et alors seigneur du lieu.

## Histoire
Le site est occupé depuis la préhistoire comme l'atteste la découverte de cercueils de pierre, de burins, de haches taillées ou polies, ou encore de grattoirs et divers autres outils en silex[réf. nécessaire].

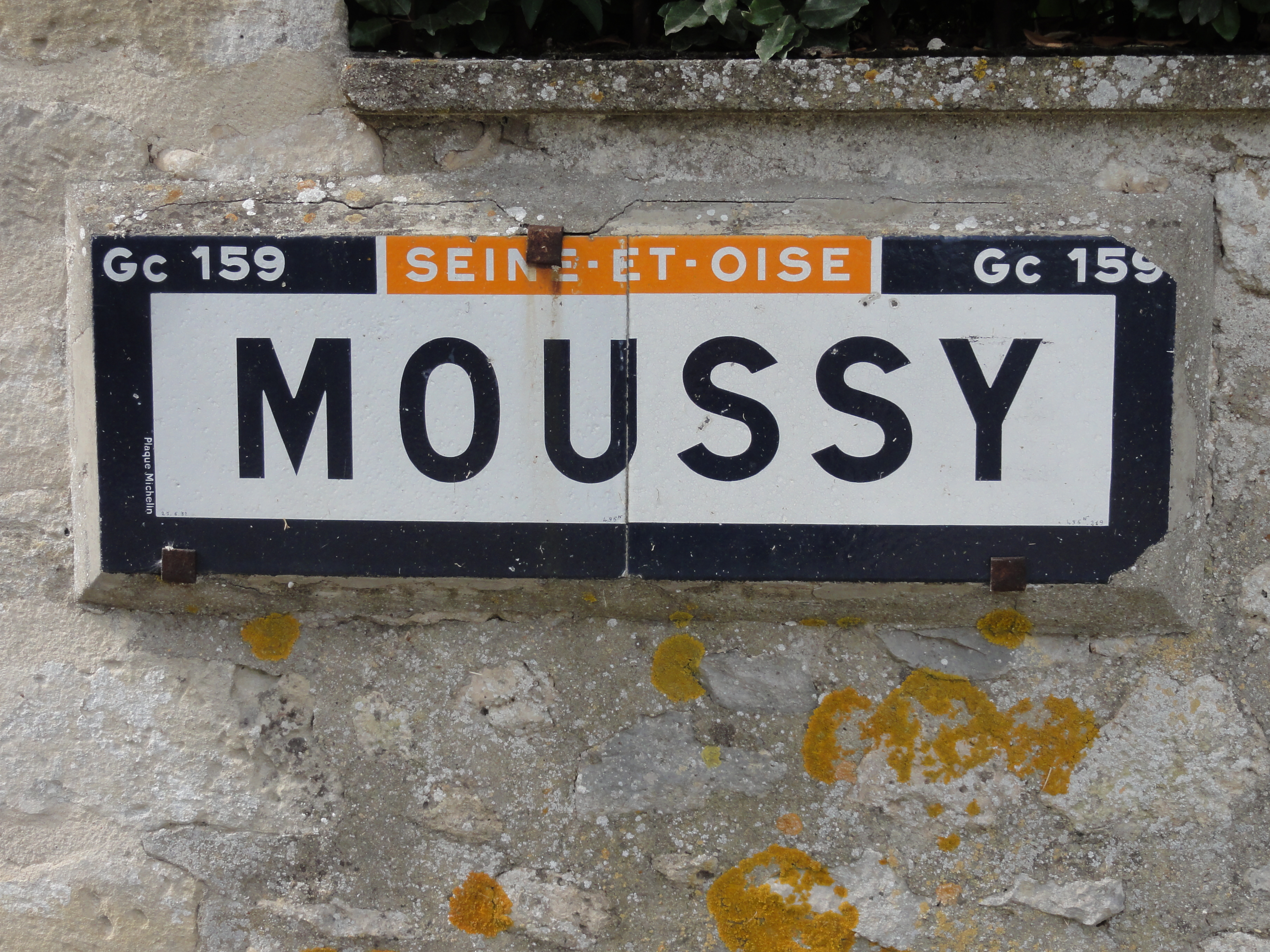
Ancienne plaque Michelin d'entrée du village, du temps de la Seine-et-Oise.

L’aménagement de deux digues, appelées « chaussées », a permis de créer sous l'Ancien Régime au fond du vallon deux étangs, visibles sur le plan d’intendance, qui fournissaient l'énergiedu moulin de Gouline et du  moulin Neuf. Le premier, tombant en ruines en 1866 est  remplacé par une usine. Le second, sur l’ancienne chaussée franchie encore par la route menant à Brignancourt, a entièrement disparu, de même que les plans d’eau qui se sont asséchés.
Au XVIIIe siècle, M. Duquesnoy, seigneur de Moussy, assèche les marais  en y plantant des milliers d’arbres.
A la fin du XIXe siècle, des cressonnières sont aménagées du côté du lavoir communal.
La mairie-école est inaugurée en 1878 sous le mandat de Jean-Baptise Sansier, permettant ainsi l'enseignement des enfants dans leur commune, alors qu'auparavant ils étaient scolarisés à Commeny.
La commune est gravement endommagée par les bombardements durant la Seconde Guerre mondiale.

## Politique et administration

### Rattachements administratifs et électoraux

#### Rattachements administratifs
Antérieurement à la loi du 10 juillet 1964, la commune faisait partie du département de Seine-et-Oise. La réorganisation de la région parisienne en 1964 fit que la commune appartient désormais au département du Val-d'Oise et à son arrondissement de Pontoise après un transfert administratif effectif au 1er janvier 1968.
Elle faisait partie de 1801 à 1967 du canton de Marines de Seine-et-Oise puis du Val-d'Oise. Dans le cadre du redécoupage cantonal de 2014 en France, cette circonscription administrative territoriale a disparu, et le canton n'est plus qu'une circonscription électorale.

#### Rattachements électoraux
Pour les élections départementales, la commune est membre depuis 2014 d'un nouveau canton de Pontoise
Pour l'élection des députés, elle fait partie de la première circonscription du Val-d'Oise.

### Intercommunalité
La commune, initialement membre de la communauté de communes du Plateau du Vexin, est membre, depuis le 1er janvier 2013, de la communauté de communes Vexin centre.
En effet, cette dernière a été constituée le 1er janvier 2013 par la fusion de la communauté de communes des Trois Vallées du Vexin (12 communes), de la communauté de communes Val de Viosne (14 communes) et de la communauté de communes du Plateau du Vexin (8 communes), conformément aux prévisions du schéma départemental de coopération intercommunale du Val-d'Oise approuvé le 11 novembre 2011.

### Liste des maires
| Période                                  | Période    | Identité              | Étiquette | Qualité                         |
| ---------------------------------------- | ---------- | --------------------- | --------- | ------------------------------- |
| Les données manquantes sont à compléter. |            |                       |           |                                 |
| avant 1886                               | après 1878 | Jean-Baptiste Sansier |           |                                 |
| mai 1925                                 | ?          | Albert Binet          |           |                                 |
|                                          |            |                       |           |                                 |
| mars 2001                                | mars 2008  | Noël Caillée          |           |                                 |
| mars 2008                                | En cours   | Philippe Houdaille    |           | Réélu pour le mandat 2014-2020, |

### Enseignement
Depuis la fermeture de l'école communale en 1982, les enfants sont scolarisés au sein d'un regroupement pédagogique intercommunal géré par le SIAR : les enfants de maternelle vont à l'école de Gouzangrez  et ceux de primaire à celle de Commeny.
Les enfants sont ensuite accueillis au collège de Roland-Vasseur puis, le plus souvent, aus lycées de Pontoise ou d’Osny ainsi qu'au lycée professionnel de Chars.

### Autres équipements
En 2017, la commune se dote de nouveaux équipements : de nouveaux ateliers municipaux, qui utilisaient auparavant le préau de l'ancienne école, fermée en 1982, 
une « maison du village » de 84 m2 pour les événements ponctuels, les activités du foyer rural et des associations de la commune, qui partagera certains de ses locaux avec la mairie jouxtante, réaménagée à cette occasion.
Une bibliothèque est aménagée dans la mairie.
La place de la vieille mare a été aménagée en 2011 et comprend des équipements sportifs (football, basket-ball et volley-ball).

## Démographie
L'évolution du nombre d'habitants est connue à travers les recensements de la population effectués dans la commune depuis 1793. Pour les communes de moins de 10 000 habitants, une enquête de recensement portant sur toute la population est réalisée tous les cinq ans, les populations de référence des années intermédiaires étant quant à elles estimées par interpolation ou extrapolation. Pour la commune, le premier recensement exhaustif entrant dans le cadre du nouveau dispositif a été réalisé en 2005.

En 2022, la commune comptait 111 habitants, en évolution de −15,91 % par rapport à 2016 (Val-d'Oise : +4 %, France hors Mayotte : +2,11 %).
| 1793 | 1800 | 1806 | 1821 | 1831 | 1836 | 1841 | 1846 | 1851 |
| ---- | ---- | ---- | ---- | ---- | ---- | ---- | ---- | ---- |
| 97   | 87   | 95   | 96   | 106  | 105  | 117  | 101  | 96   |

| 1856 | 1861 | 1866 | 1872 | 1876 | 1881 | 1886 | 1891 | 1896 |
| ---- | ---- | ---- | ---- | ---- | ---- | ---- | ---- | ---- |
| 88   | 96   | 94   | 116  | 104  | 98   | 91   | 96   | 82   |

| 1901 | 1906 | 1911 | 1921 | 1926 | 1931 | 1936 | 1946 | 1954 |
| ---- | ---- | ---- | ---- | ---- | ---- | ---- | ---- | ---- |
| 81   | 109  | 84   | 75   | 67   | 63   | 72   | 56   | 50   |

| 1962 | 1968 | 1975 | 1982 | 1990 | 1999 | 2005 | 2006 | 2010 |
| ---- | ---- | ---- | ---- | ---- | ---- | ---- | ---- | ---- |
| 61   | 58   | 80   | 98   | 102  | 113  | 146  | 147  | 151  |

| 2015 | 2020 | 2022 | - | - | - | - | - | - |
| ---- | ---- | ---- | - | - | - | - | - | - |
| 131  | 116  | 111  | - | - | - | - | - | - |

## Culture locale et patrimoine

### Lieux et monuments
Moussy compte deux monuments historiques sur son territoire :
- Manoir, dit prieuré, rue de l'Église / rue du Moulin-Neuf (classé monument historique en  1927[32]) : 
Suivant la tradition orale locale, le dossier de protection emploie le terme de prieuré, qui n'est pas fondé sur des éléments concrets. Le manoir seigneurial a été édifié pour la famille d'Aumont entre la fin du XVe siècle et le début du XVIe siècle. 
À l'angle des deux ailes, il possède une porterie flanquée de deux tourelles rondes de trois étages, coiffées de toits en poivrière. Le rez-de-chaussée comporte une porte piétonne et une porte charretière, et le mur au-dessus est recouvert par un chaperon. Le mur de l'étage en léger recul présente une grande fenêtre à meneaux. 
Alors que le manoir était la propriété de l'écrivain Henri Béraud, le manoir est réquisitionné par l'état-major allemand en 1943. Très endommagé par un bombardement en 1944, il a été très restauré depuis[33].

Le prieuré, ancien manoir fortifié
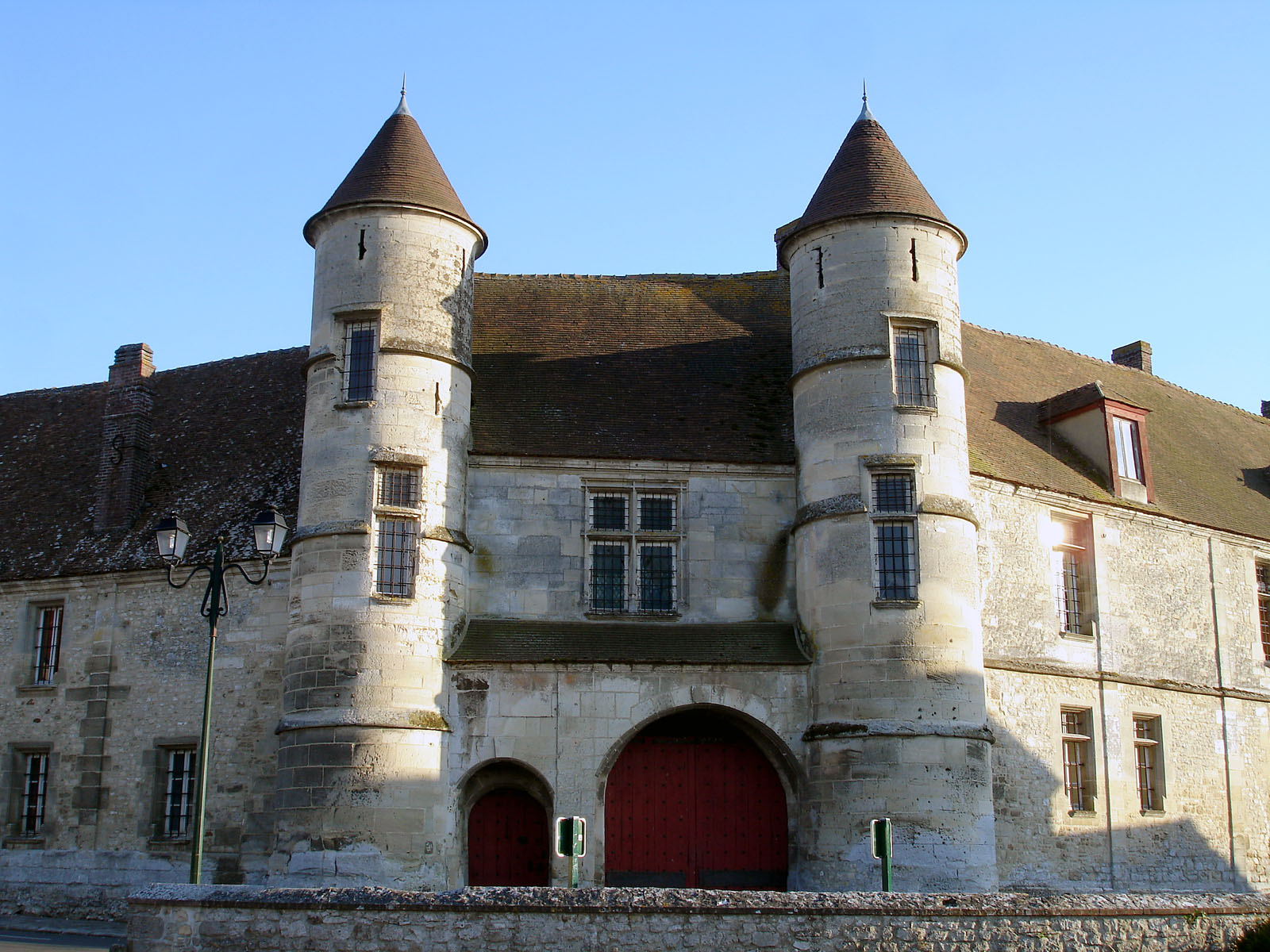
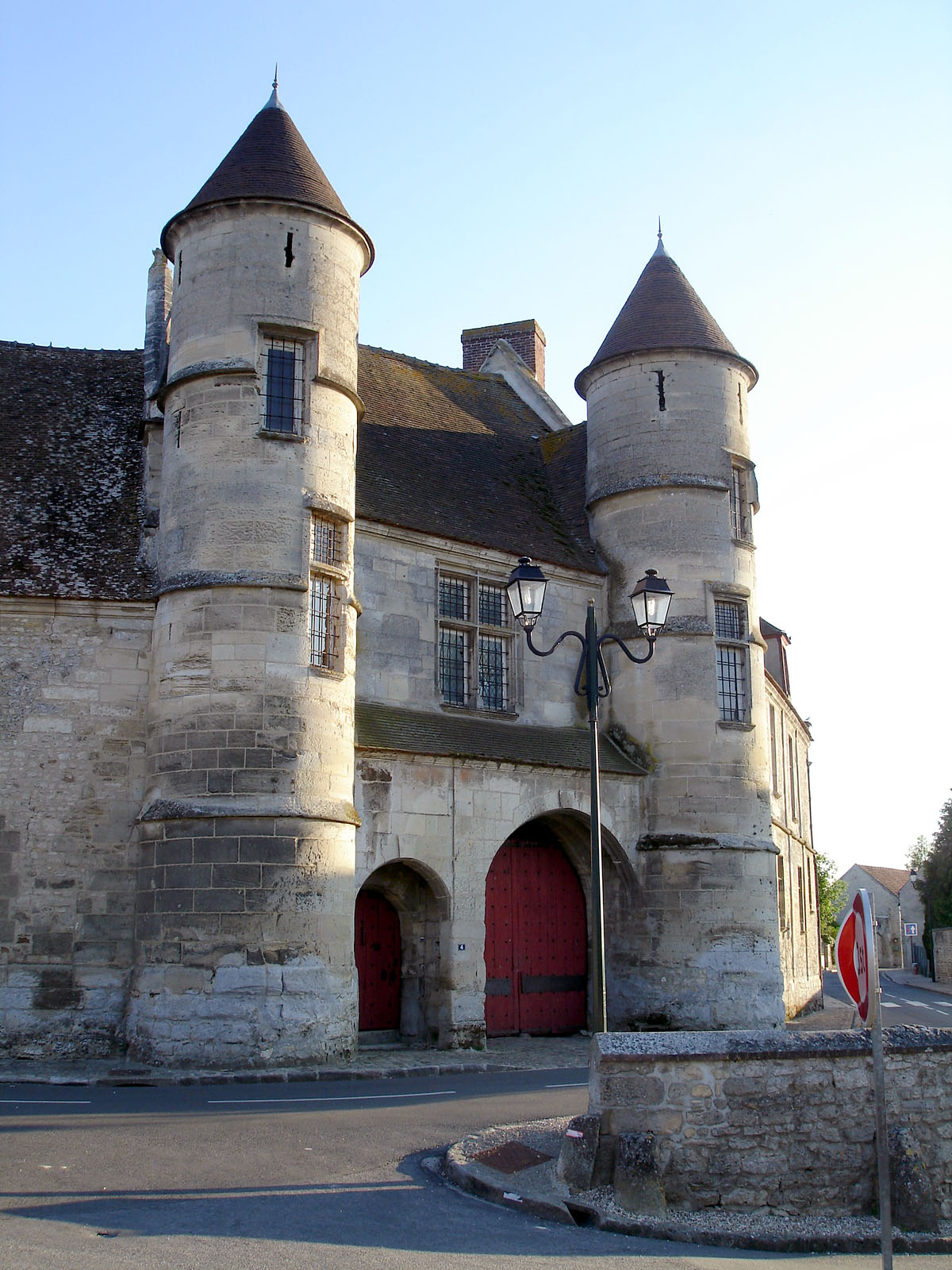
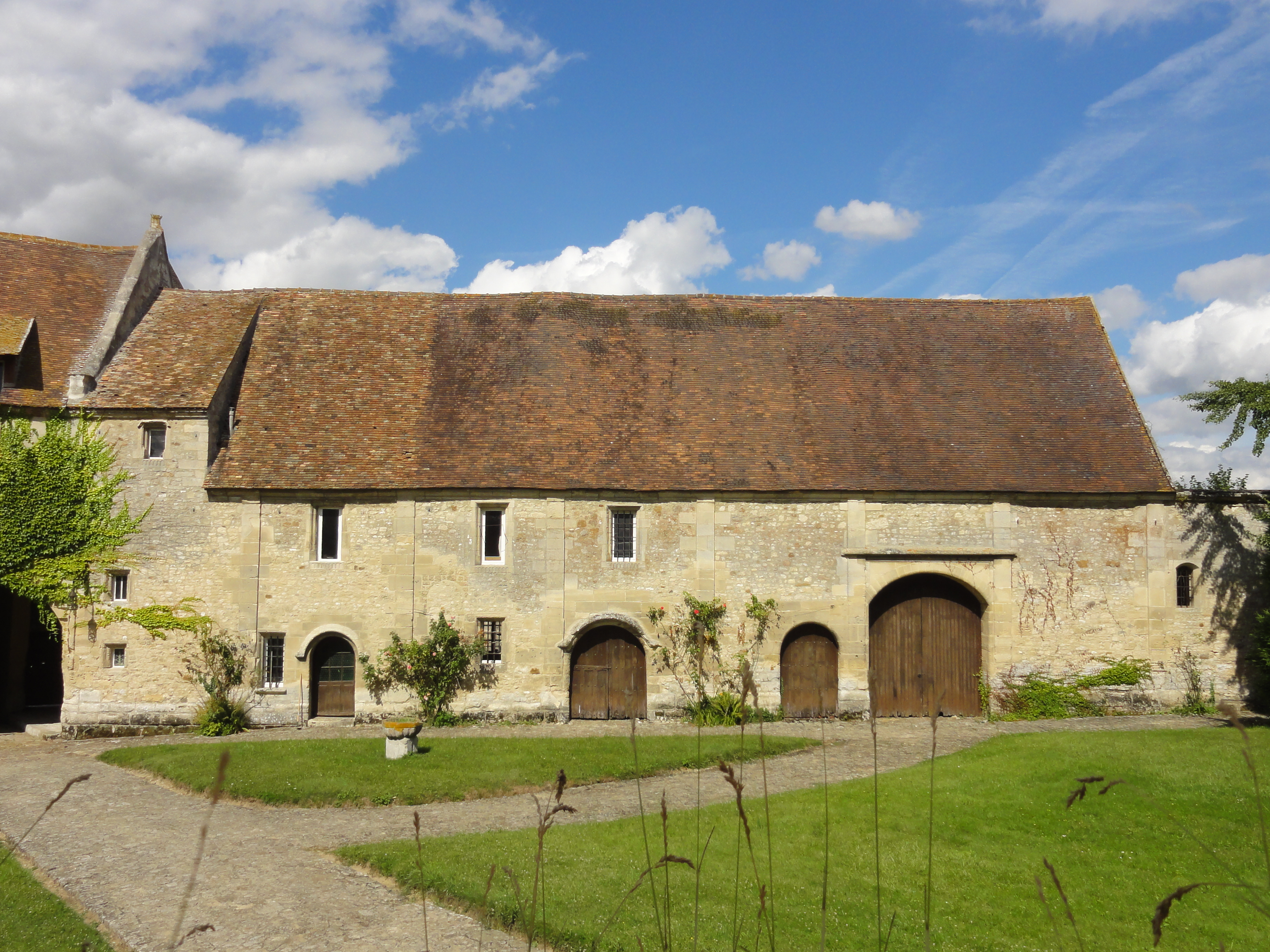
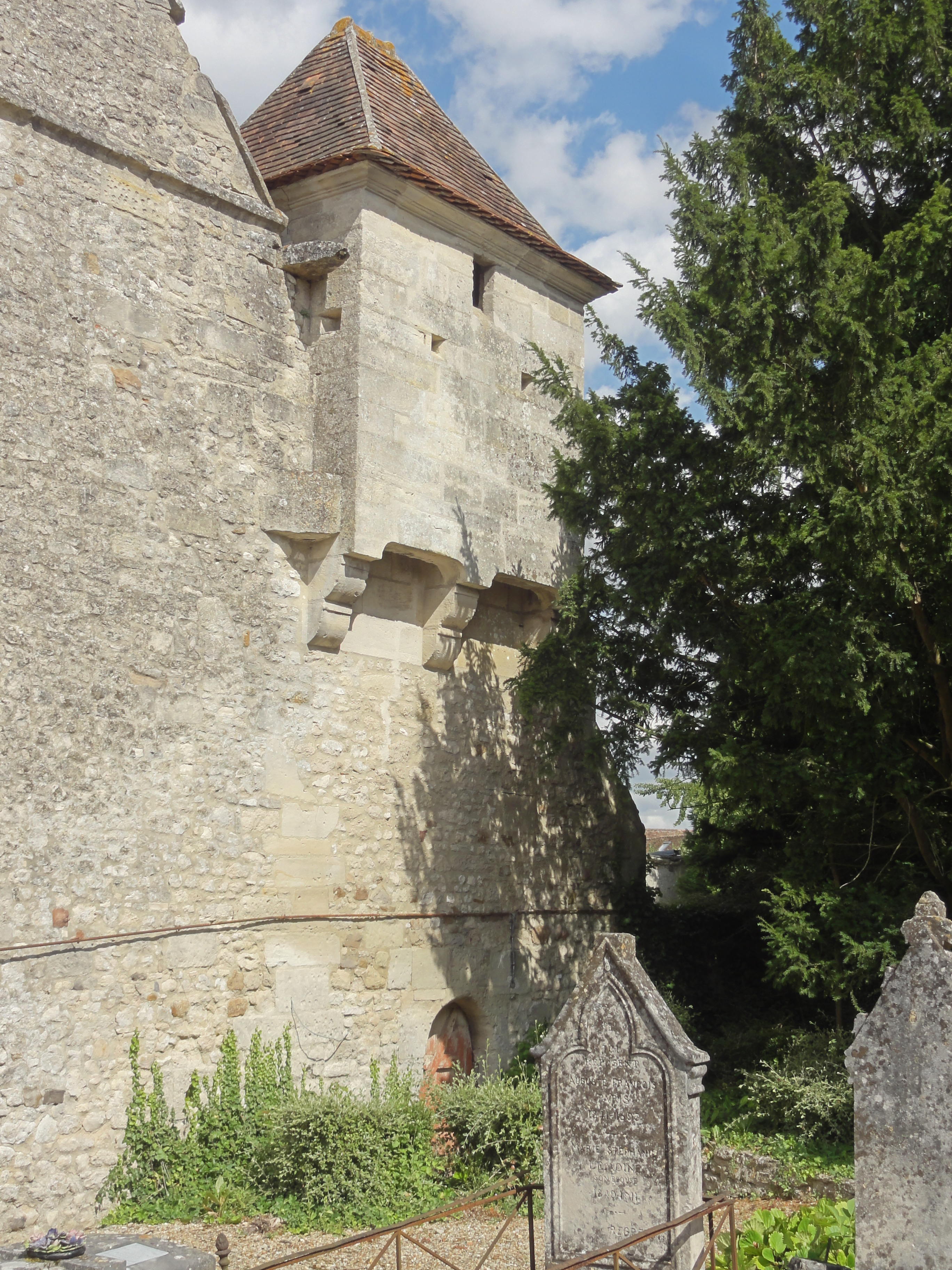
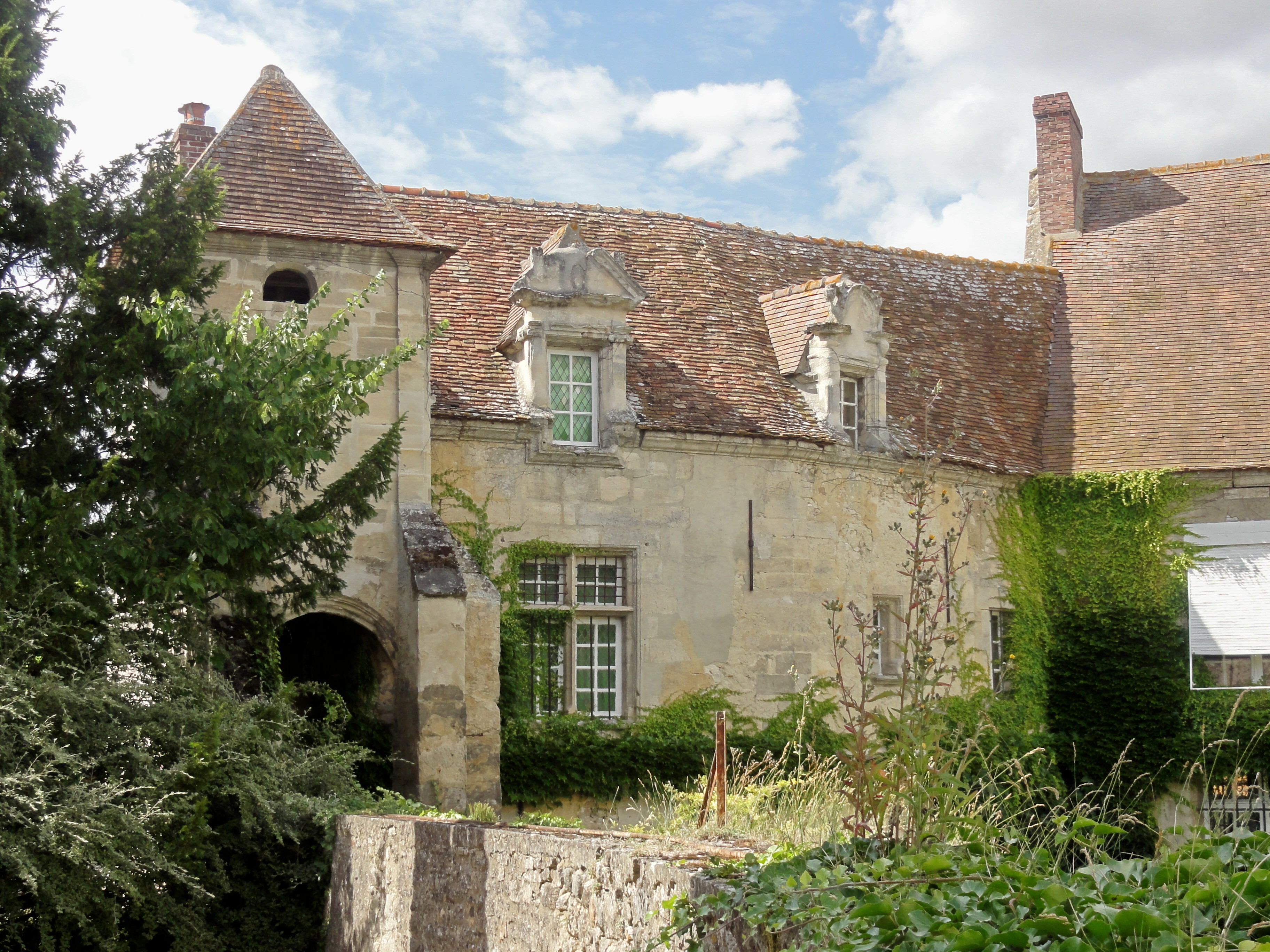

- Église Saint-André, rue de l'Église[34],[35] (inscrite monument historique en  1926[36]) : 
C'est l'une des églises romanes les plus archaïques du Vexin français, et l'une des rares qui ne furent pas construites à vaisseau unique, et dont le transept d'origine s'est conservé. 
Ses deux croisillons sont munis de petites absidioles. Le voûtement fait appel aux trois principales techniques qui ont cours à l'époque romane : la voûte d'arêtes pour la croisée du transept ; la voûte en berceau pour les croisillons et les absidioles ; et la voûte en cul-de-four pour l'abside. 
La nef unique, simplement plafonnée, et le clocher-porche de la Renaissance du troisième quart du XVIe siècle sont détruits par les bombardements alliés en 1944, qui visent les V1 allemands dissimulés dans les carrières souterraines de Nucourt. Ne restent que le portail Renaissance et le mur méridional de la base du clocher. 
L'église reste ensuite à l'abandon pendant une quinzaine d'années. La restauration des parties orientales, restées debout, et la construction d'une nouvelle nef commencent vers la fin des années 1950, et l'église est consacrée pour une nouvelle fois le 7 mai 1964 par Mgr Alexandre Renard, évêque de Versailles, et conserve une grande partie de son intérêt. Les vestiges de la tour Renaissance ont été laissés en l'état en tant que témoins du passé[37].

La cloche de l'église date de 1729 et a été remise en service le jeudi 23 janvier 2020..

L'église Saint-André
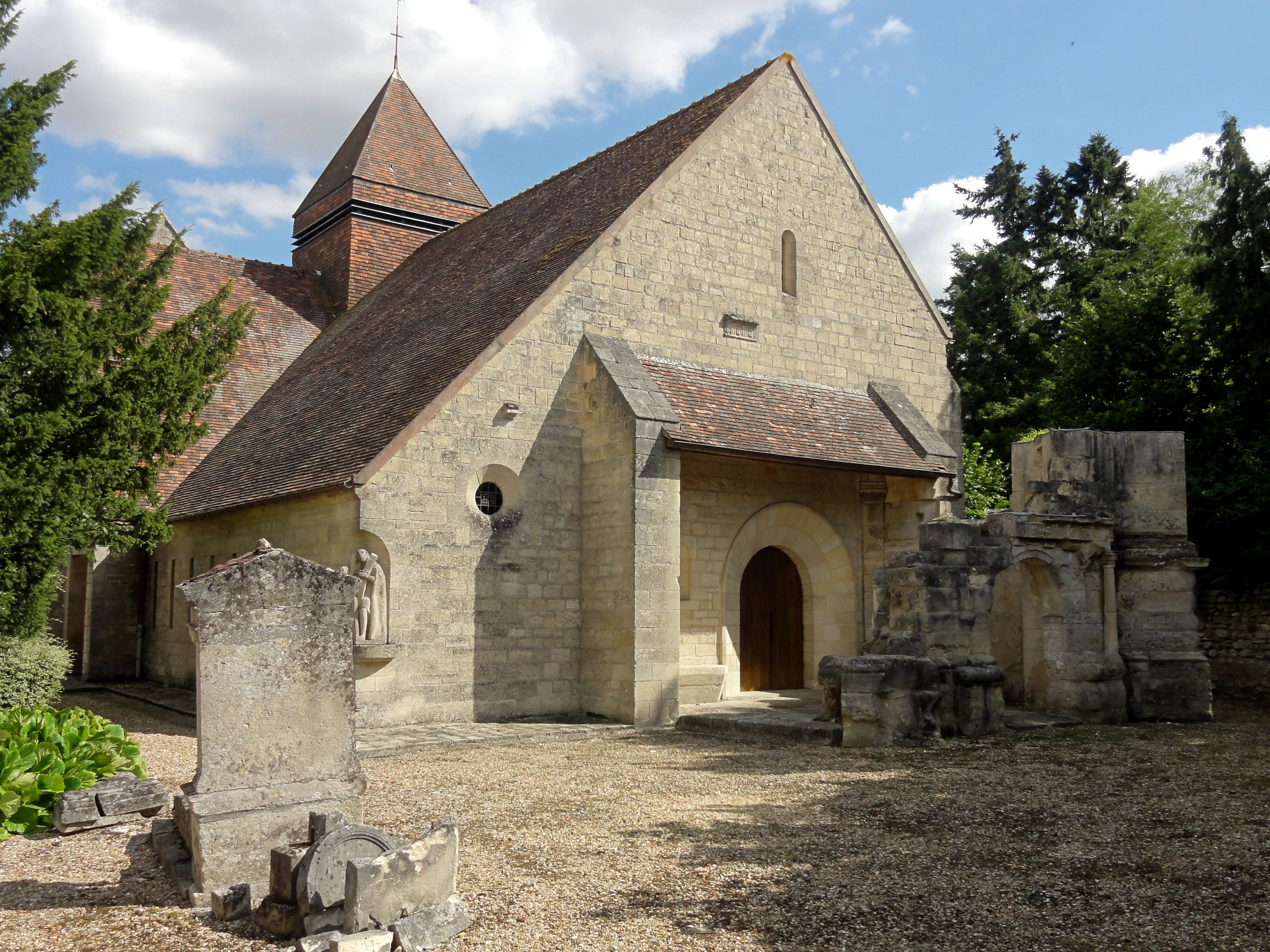
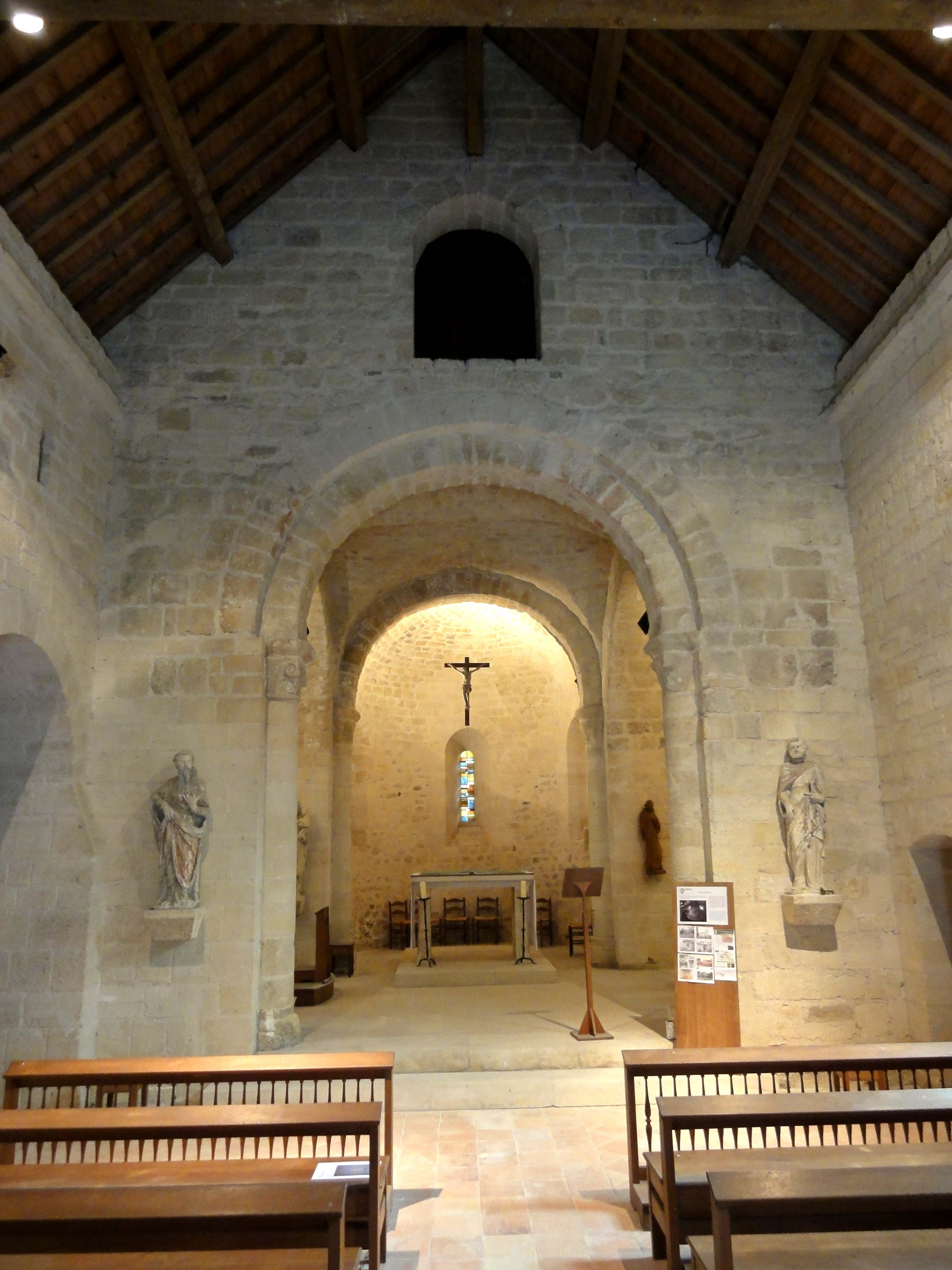
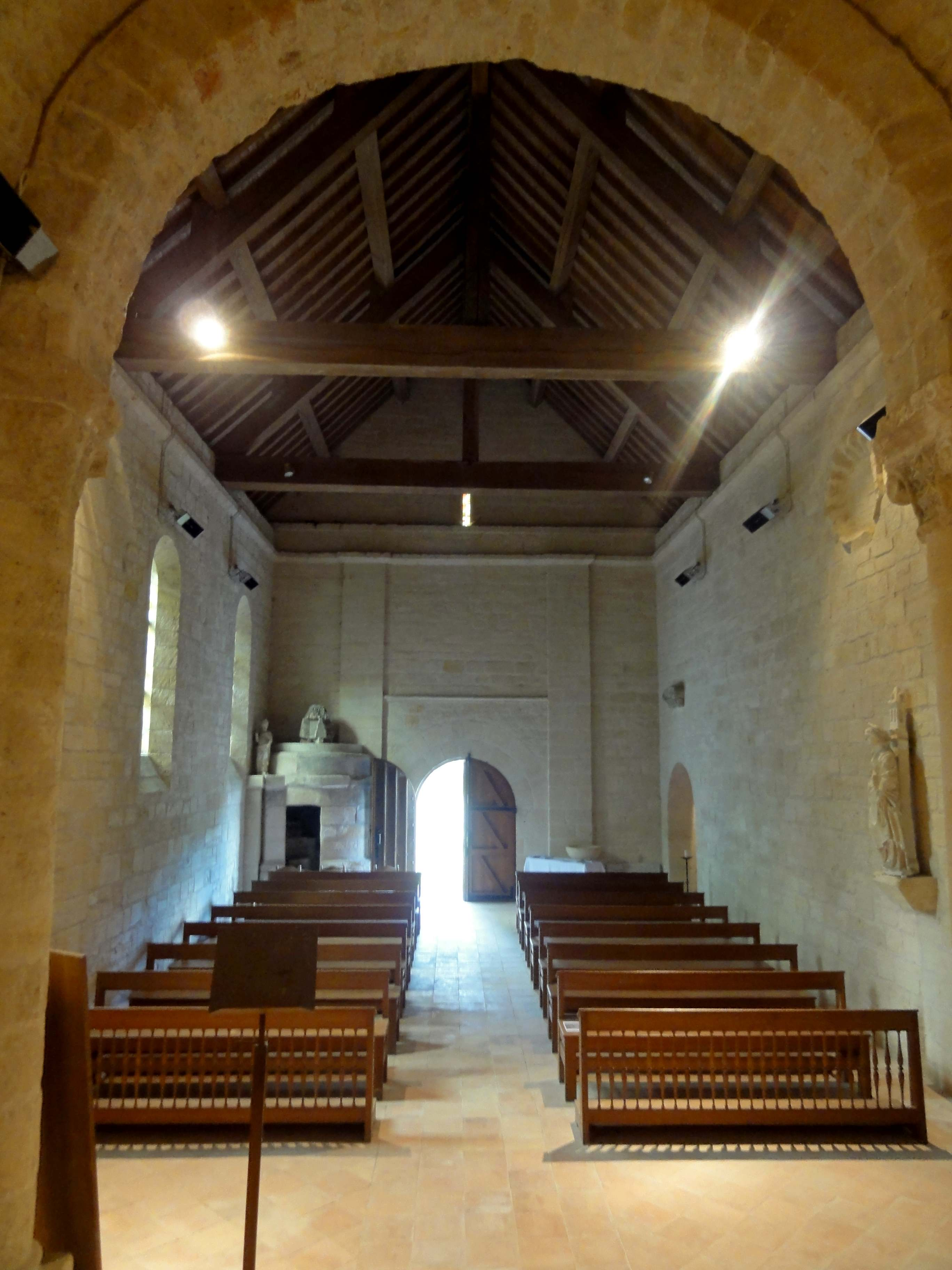

L'église en 1897, avant les destructions de la Seconde Guerre mondiale
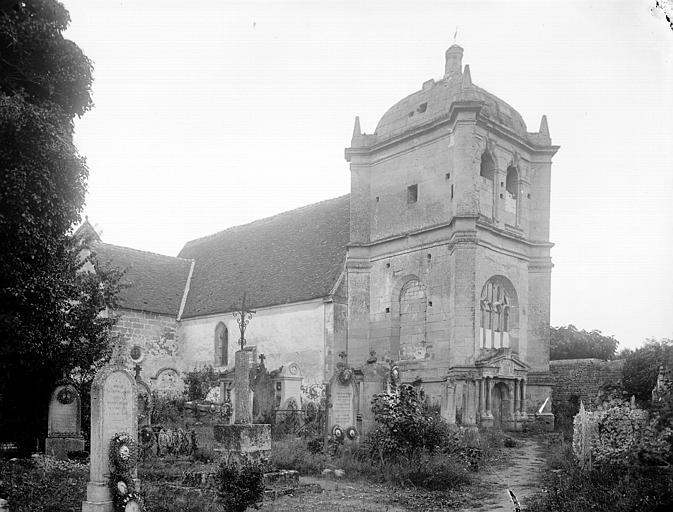
L'église en 1897
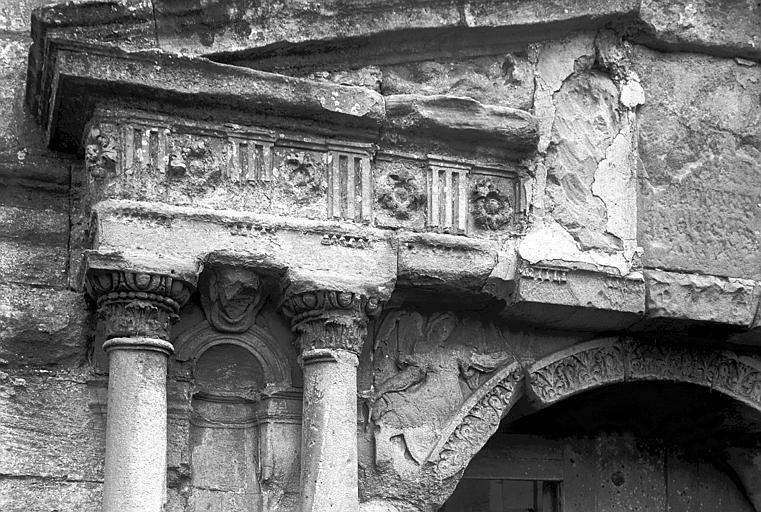
Détail du portail en 1897

On peut également signaler :
- Ancien abreuvoir, rue de l'Abreuvoir : Situé un peu en dehors du village, cet abreuvoir se présente comme un bassin rectangulaire dont le fond descend en pente douce. Il est rendu étanche par une couche d'argile. Alimenté par les eaux pluviales, l'abreuvoir ou « gué »servait également de pédiluve et égayoir pour les chevaux[39].
- Trois anciennes fontaines : La fontaine de Moussy, qui  alimente l’étang de la fontaine du Bellay, la fontaine du Bellay, qui alimente l’ancien lavoir de la commune du Bellay-en-Vexin et la fontaine au doyen, qui alimente le lavoir de Moussy et les anciennes cressonnières[1].

- Le lavoir de Belay (situé à Moussy mais utilisé par les habitants du Bellay-en-Vexin, village dépourvu d'eau courante, et par ceux de Bercagny, hameau voisin, dépendant de Chars). Son terrain a été cédé en 1901 à la commune du Bellay, qui y réalisa alors sa couvertue, avec la participation financière de Chars. Le lavoir a été utilisé par les habitants jusqu'à l'adduction en eau potable de leurs maisons.
- Croix pattée dite Croix des Jonquets, chemin rural n° 9, par la rue de l'Abreuvoir : C'est une petite croix monolithique pourvue d'un décor sculpté en bas-relief. Elle daterait du dernier quart du XIIe siècle, et mesure 147 cm de hauteur pour 73 cm de largeur. Le dos est orné de courbes entrelacées, et les côtés sont cannelés. L'emplacement actuel ne serait plus celui d'origine. La croix a été classée au titre objet par arrêté du 2 mars 1966[40].
- La commune dispose de 18 km de chemins et de sentiers qui traversent  plaines, marais  et  bois  jusqu’au  cœur  du  village, dont certains sont aménagés en chemins de randonnée[3].

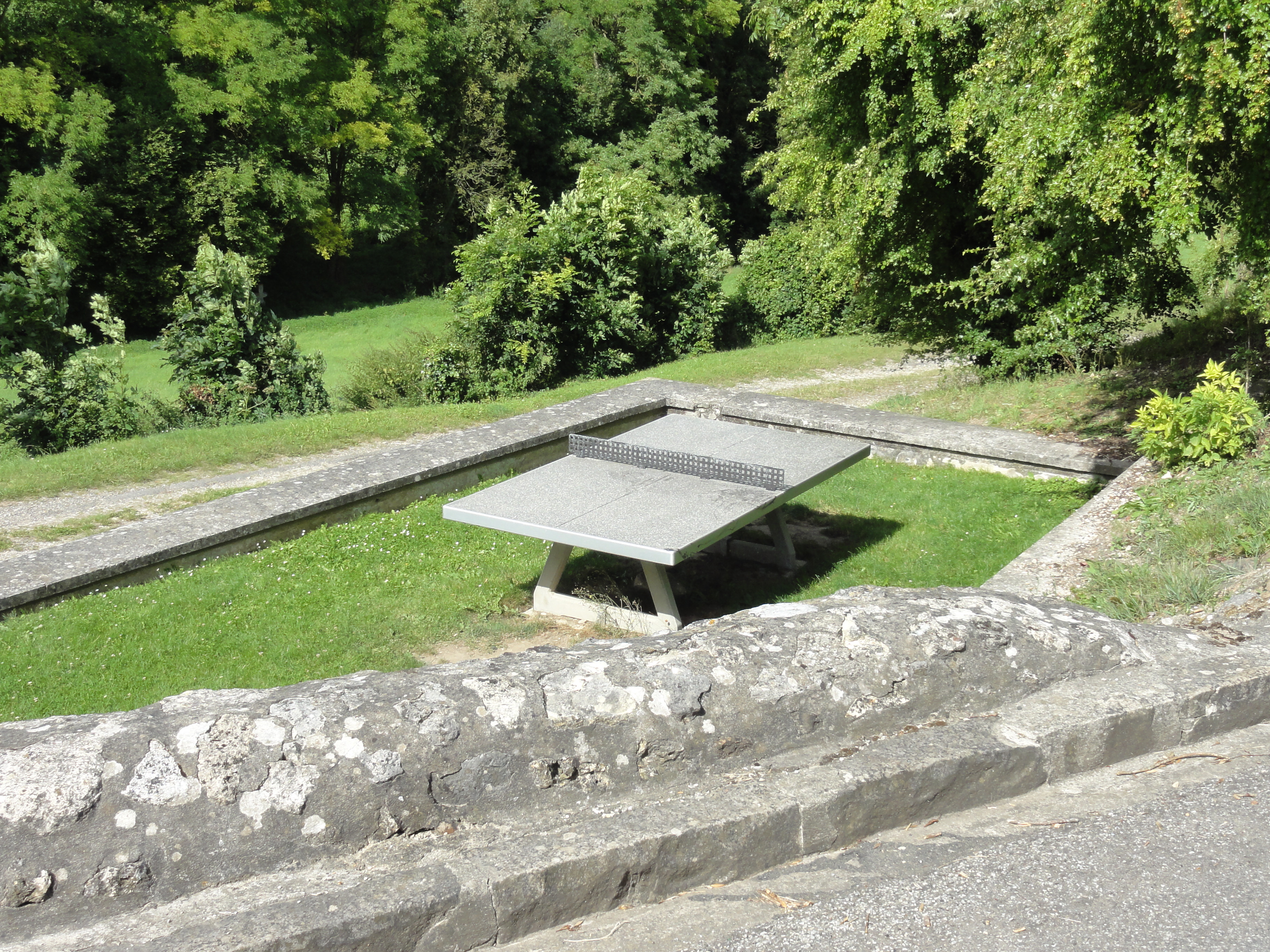
Ancien abreuvoir.
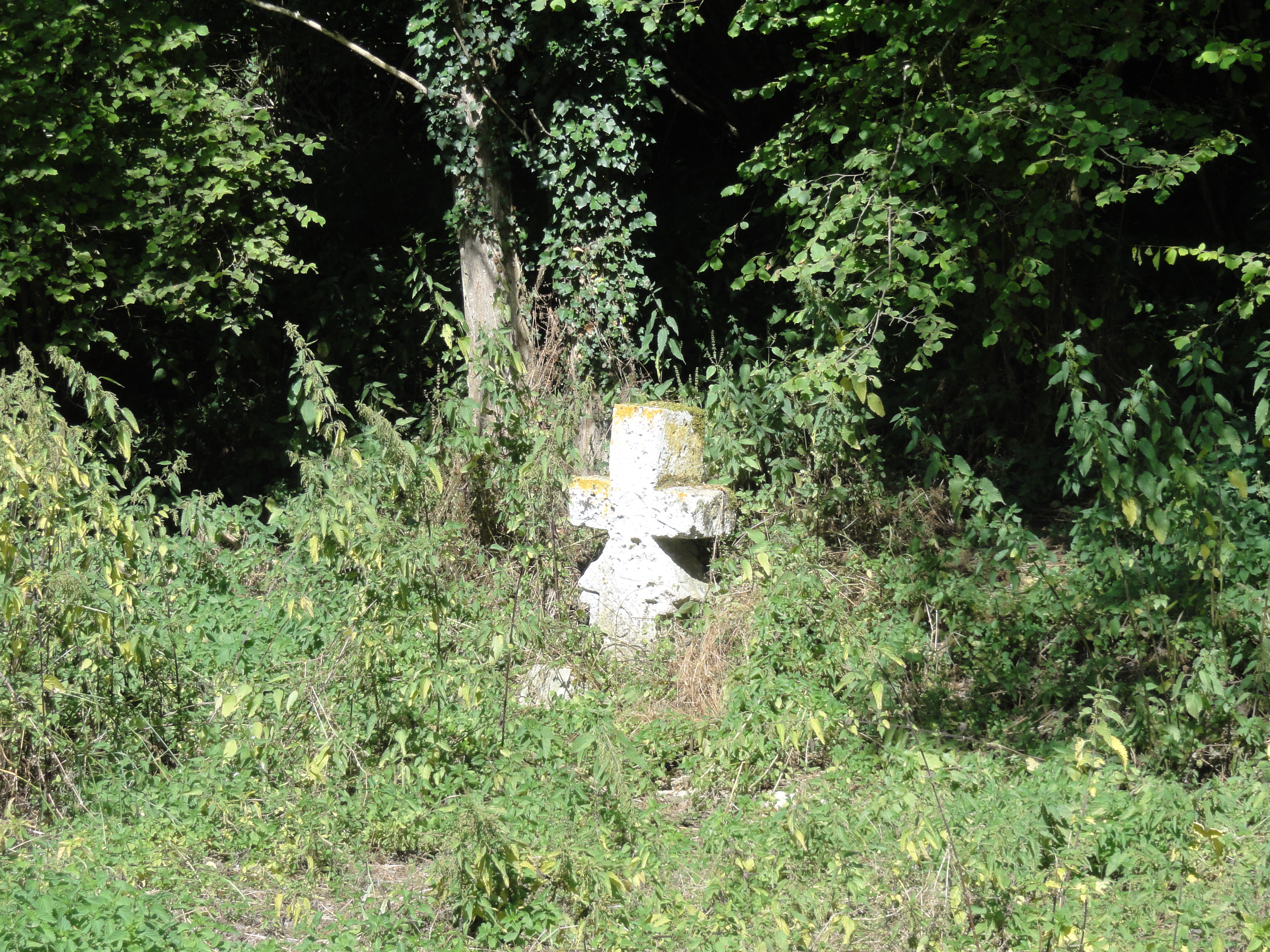
Croix des Jonquets.
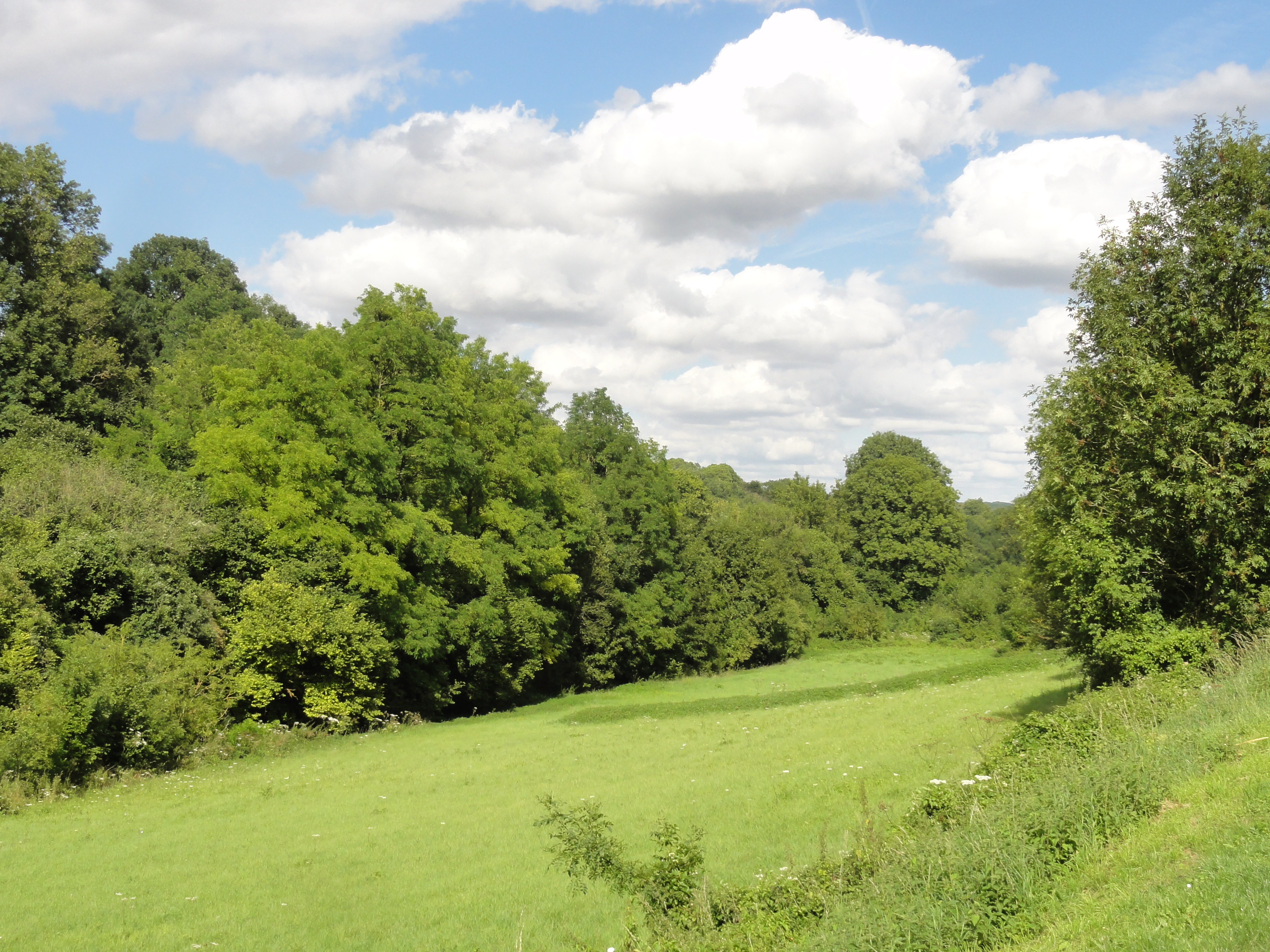
Paysage au nord-ouest du village.

### Personnalités liées à la commune
- Pierre d’Aumont, chevalier, chambellan de Charles V, garde de l’Oriflamme de France[41] ;
- Jean Barjot, avocat, seigneur de Moussy[41] ;
- Henri Béraud (1885-1958), écrivain et prix Goncourt en 1922, réside au château dont il est le propriétaire[41] ;
- Pierre Louis Casimir Duquesnoy de Vaulouis, secrétaire du roi, receveur général des finances de la généralité de Montauban, seigneur du lieu[41] ;
- Charles-Jean-François Hénault (1685-1770), écrivain et historien français, président au Parlement de Paris et membre de l’Académie française, propriétaire du château[41];
- En 1675, Philippe Le Febvre, écuyer, est seigneur de Moussy et des Clobilles à Cergy[réf. nécessaire].

### Héraldique
| Blason de Moussy | Blason  | D’azur au sautoir d’argent chargé en cœur d’un griffon de gueules, cantonné en chef et en pointe de deux merlettes d’or et aux flanc de deux fleurs de lys du même. |
| Blason de Moussy | Détails | Le statut officiel du blason reste à déterminer. |